# Calliotropis
Calliotropis là một chi ốc biển, là động vật thân mềm chân bụng sống ở biển trong họ Calliotropidae.

## Các loài
Các loài trong chi Calliotropis gồm có:
- Calliotropis abyssicola Rehder & Ladd, 1973[3]
- Calliotropis acherontis Marshall, 1979[4]
- Calliotropis actinophora (Dall, 1890)[5]
- Calliotropis aeglees (Watson, 1879)[6]
- Calliotropis ammonaformis Lee & Wu, 2001[7]
- Calliotropis annonaformis Lee Y.C. & Wu W.L., 2001[8]
- Calliotropis antarctica Dell, 1990[9]
- Calliotropis asphales Vilvens, 2007[10]
- Calliotropis babylonia Vilvens, 2006[11]
- Calliotropis basileus Vilvens, 2004[12]
- Calliotropis bicarinata (Schepman, 1908)[13]
- Calliotropis blacki Marshall, 1979[14]
- Calliotropis boucheti Poppe, Tagaro & Dekker, 2006[15]
- Calliotropis bucina Vilvens, 2006[16]
- Calliotropis calatha (Dall, 1927)[17]
- Calliotropis calcarata (Schepman, 1908)[18]
- Calliotropis canaliculata Jansen, 1994[19]
- Calliotropis carinata Jansen, 1994[20]
- Calliotropis ceciliae Vilvens & Sellanes, 2010
- Calliotropis chalkeie Vilvens, 2007[21]
- Calliotropis chenoderma Barnard, 1963[22]
- Calliotropis chuni (Martens, 1904)[23]
- Calliotropis concavospira (Schepman, 1908)[24]
- Calliotropis conoeides Vilvens, 2007[25]
- Calliotropis cooperculum Vilvens, 2007[26]
- Calliotropis coopertorium Vilvens, 2007[27]
- Calliotropis crystalophora Marshall, 1979[28]
- Calliotropis cycloeides Vilvens, 2007[29]
- Calliotropis cynee Vilvens, 2007[30]
- Calliotropis delli Marshall, 1979[31]
- Calliotropis denticulus Vilvens, 2007[32]
- Calliotropis derbiosa Vilvens, 2004[33]
- Calliotropis dicrous Vilvens, 2007[34]
- Calliotropis echidna Jansen, 1994[35]
- Calliotropis echidnoides Vilvens, 2007[36]
- Calliotropis elephas Vilvens, 2007[37]
- Calliotropis eltanini Dell, 1990[38]
- Calliotropis ericius Vilvens, 2006[39]
- Calliotropis eucheloides Marshall, 1979[40]
- Calliotropis excelsior Vilvens, 2004[41]
- Calliotropis francocacii Poppe, Tagaro & Dekker, 2006[42]
- Calliotropis galea (Habe, 1953)[43]
- Calliotropis gemmulosa (A. Adams, 1860)[44]
- Calliotropis glypta (Watson, 1879)[45]
- Calliotropis granolirata (G.B. Sowerby III, 1903)[46]
- Calliotropis grata Thiele, 1925[47]
- Calliotropis hataii Rehder & Ladd, 1973[48]
- Calliotropis helix Vilvens, 2007[49]
- Calliotropis hondoensis (Dall, 1919)[50]
- Calliotropis hysterea Vilvens, 2007[51]
- Calliotropis infundibulum (Watson, 1879)[52]
- Calliotropis keras Vilvens, 2007[53]
- Calliotropis lamellifera Jansen, 1994[54]
- Calliotropis lateumbilicata Dell, 1990[55]
- Calliotropis limbifera (Schepman, 1908)[56]
- Calliotropis lissocona (Dall, 1881)[57]
- Calliotropis malapascuensis Poppe, Tagaro & Dekker, 2006[58]
- Calliotropis metallica (Wood-Mason & Alcock, 1891)[59]
- Calliotropis micraulax Vilvens, 2004[60]
- Calliotropis midwayensis (Lan, 1990)[61]
- Calliotropis minorusaitoi Poppe, Tagaro & Dekker, 2006[62]
- Calliotropis multisquamosa (Schepman, 1908)[63]
- Calliotropis muricata (Schepman, 1908)[64]
- Calliotropis niasensis Thiele, 1925[65]
- Calliotropis nomisma Vilvens, 2007[66]
- Calliotropis nomismasimilis Vilvens, 2007[67]
- Calliotropis nux Vilvens, 2007[68]
- Calliotropis oregmene Vilvens, 2007[69]
- Calliotropis oros Vivens, 2007[70]
- Calliotropis ostrideslithos Vilvens, 2007[71]
- Calliotropis ottoi (Philippi, 1844)[72]
- Calliotropis pagodiformis (Schepman, 1908)[73]
- Calliotropis pataxo Absalao, 2009[74]
- Calliotropis patula (Martens, 1904)[75]
- Calliotropis pelseneeri Cernohorsky, 1977[76]
- Calliotropis persculpta (G.B. Sowerby III, 1903)[77]
- Calliotropis pheidole Vilvens, 2007[78]
- Calliotropis philippei Poppe, Tagaro & Dekker, 2006[79]
- Calliotropis pistis Vilvens, 2007[80]
- Calliotropis pompe Barnard, 1963[81]
- Calliotropis powelli Marshall, 1979[82]
- Calliotropis ptykte Vilvens, 2007[83]
- Calliotropis pulchra (Schepman, 1908)[84]
- Calliotropis pulvinaris Vilvens, 2005[85]
- Calliotropis pyramoeides Vilvens, 2007[86]
- Calliotropis regalis (Verrill & Smith, 1880)[87]
- Calliotropis reticulina (Dall, 1895)[88]
- Calliotropis rhina (Watson, 1886)[89]
- Calliotropis rhysa (Watson, 1879)
- Calliotropis rostrum Vilvens, 2007[90]
- Calliotropis rostrum Vilvens, 2007[90]
- Calliotropis sagarinoi Poppe, Tagaro & Dekker, 2006[91]
- Calliotropis scalaris Lee & Wu, 2001[92]
- Calliotropis siphaios Vilvens, 2007[93]
- Calliotropis solariellaformis Vilvens, 2006[94]
- Calliotropis solomonensis Vilvens, 2007[95]
- Calliotropis spinosa Poppe, Tagaro & Dekker, 2006[96]: synonym of Spinicalliotropis spinosa
- Calliotropis spinulosa (Schepman, 1908)[97]
- Calliotropis stanyi Poppe, Tagaro & Dekker, 2006[98]
- Calliotropis stegos Vilvens, 2007[99]
- Calliotropis stellaris Lee & Wu, 2001[100]
- Calliotropis trieres Vilvens, 2007[101]
- Calliotropis velata Vilvens, 2006[102]
- Calliotropis vilvensi Poppe, Tagaro & Dekker, 2006[103]
- Calliotropis virginiae Poppe, Tagaro & Dekker, 2006[104]
- Calliotropis wilsi Poppe, Tagaro & Dekker, 2006[105]
- Calliotropis yukikoae Poppe, Tagaro & Dekker, 2006[106]
- Calliotropis zone Vilvens, 2007[107]